# Diplusodon
Diplusodon är ett släkte av fackelblomsväxter. Diplusodon ingår i familjen fackelblomsväxter.

## Dottertaxa tillDiplusodon, i alfabetisk ordning[1]
- Diplusodon adpressipilus
- Diplusodon aggregatifolius
- Diplusodon alatus
- Diplusodon appendiculosus
- Diplusodon argenteus
- Diplusodon argyrophyllus
- Diplusodon astictus
- Diplusodon bahiensis
- Diplusodon bolivianus
- Diplusodon bradei
- Diplusodon burchellli
- Diplusodon buxifolius
- Diplusodon canastrensis
- Diplusodon candollei
- Diplusodon capitalensis
- Diplusodon capitatus
- Diplusodon chapadensis
- Diplusodon ciliatiflorus
- Diplusodon ciliiflorus
- Diplusodon cordifolius
- Diplusodon cryptanthus
- Diplusodon decussatus
- Diplusodon divaricatus
- Diplusodon epilobioides
- Diplusodon ericoides
- Diplusodon fastigiatus
- Diplusodon floribundus
- Diplusodon foliosus
- Diplusodon glaucescens
- Diplusodon glaziovii
- Diplusodon glocimarii
- Diplusodon gracilis
- Diplusodon grahamiae
- Diplusodon hatschbachii
- Diplusodon helianthemifolius
- Diplusodon heringeri
- Diplusodon hexander
- Diplusodon hirsutus
- Diplusodon imbricatus
- Diplusodon incanus
- Diplusodon irwinii
- Diplusodon kielmeyeroides
- Diplusodon lanceolatus
- Diplusodon leucocalycinus
- Diplusodon longipes
- Diplusodon macrodon
- Diplusodon marginatus
- Diplusodon mattogrossensis
- Diplusodon micromerus
- Diplusodon microphyllus
- Diplusodon minasensis
- Diplusodon mononeuros
- Diplusodon myrsinites
- Diplusodon nigricans
- Diplusodon nitidus
- Diplusodon oblongus
- Diplusodon orbicularis
- Diplusodon ovatus
- Diplusodon panniculatus
- Diplusodon paraisoensis
- Diplusodon parvifolius
- Diplusodon petiolatus
- Diplusodon plumbeus
- Diplusodon psammophilus
- Diplusodon puberulus
- Diplusodon punctatus
- Diplusodon pygmaeus
- Diplusodon quintuplinervius
- Diplusodon ramosissimus
- Diplusodon retroimbricatus
- Diplusodon rosmarinifolius
- Diplusodon rotundifolius
- Diplusodon rupestris
- Diplusodon saxatilis
- Diplusodon sessiliflorus
- Diplusodon sigillatus
- Diplusodon sordidus
- Diplusodon speciosus
- Diplusodon strigosus
- Diplusodon subsericeus
- Diplusodon thymifolius
- Diplusodon thysanosepalus
- Diplusodon trigintus
- Diplusodon ulei
- Diplusodon uninervius
- Diplusodon urceolatus
- Diplusodon vidalii
- Diplusodon villosissimus
- Diplusodon villosus
- Diplusodon virgatus
- Diplusodon xerampelinus